# 아루나찰프라데시주
아루나찰프라데시주(영어: Arunachal Pradesh, 힌디어: अरुणाचल प्रदेश)는 인도 북동부에 위치한 주로 주도는 이타나가르이며 면적은 83,743km2, 인구는 965,000명(1994년 기준)이다. 영어를 공용어로 지정했다. 중국과 인도의 영토 분쟁 지역인 남티베트도 인도가 규정하고 있는 행정구역상 아루나찰프라데시주에 포함된다.
1987년 2월 20일 주로 승격되었다. 남쪽으로는 아삼 주, 나갈랜드 주와 접하며 서쪽으로는 부탄, 동쪽으로는 미얀마, 북쪽으로는 중화인민공화국과 국경을 접한다.

## 역사
산맥으로 인해 지리적으로 고립된 지역으로서 중세까지 역사에 기록된 바가 많지 않다. 중세에 북부 산지는 티베트나 몬파족, 남부의 비교적 낮은 지대는 아삼계 왕국인 추티야의 지배를 받았다고 추정된다. 17세기 몬파족의 땅을 지배하게 된 티베트의 달라이 라마가 세금을 징수한 기록이 있다. 명목상 티베트 전체를 영토로 주장해 온 청나라의 영토로 여겨졌으나 실제로 행정력이 미치지는 않았다.
1912년 청나라가 멸망하고 사실상 독립한 티베트국이 인도를 지배하던 영국과 협정을 통해 맥마흔 라인을 국경으로 합의하여 오늘날의 아루나찰 프라데시 지역을 인도 제국 영토로 인정했다. 이후 독립한 인도 정부가 실효적 지배중이지만, 1950년대 티베트를 군사적으로 장악하여 행정력을 미치기 시작한 중화인민공화국은 이 합의를 거부하였고 여전히  영유권을 주장하며 남티베트, 짱난(藏南)이라고 부른다. 서부의 카슈미르, 동부의 아루나찰프라데시는 중국과 인도의 대표적인 국경선 분쟁지역이다.
인도군은 중국의 침입을 저지하기 위해 티베트 국경을 따라 주둔하고 있으며, 1958년 제정된 법률에 따라 외국인이 이 지역에 들어가기 위해서는 내부 국경 이동 허가가 필요하다.
2016년 7월 3일, 나렌드라 모디 총리가 주재한 인도 내각안보위원회 회의에서 430억 루피(7,177억 원)를 들여 중국과 접한 동북부 아루나찰 프라데시 주에 브라모스 미사일 연대를 배치하기로 결정하여 중국과 갈등이 심화되었다. 이 연대는 100기의 브라모스 미사일과 4대의 이동식 발사대, 대형 트럭, 이동 지휘부로 구성될 것이다.

## 인구
| 연도                  | 인구      | ±%     |
| --------------------- | --------- | ------ |
| 1961                  | 337,000   | —      |
| 1971                  | 468,000   | +38.9% |
| 1981                  | 632,000   | +35.0% |
| 1991                  | 865,000   | +36.9% |
| 2001                  | 1,098,000 | +26.9% |
| 2011                  | 1,383,727 | +26.0% |
| 출처: Census of India |           |        |

## 같이 보기
- 맥마흔 라인
- 실질통제선
- 인도-중국 전쟁
- 인도-중국 국경 분쟁